# Henri VIII
Henri VIII és una òpera en quatre actes de Camille Saint-Saëns, amb llibret de Léonce Détroyat i Armand Silvestre, basat en El cisma en Inglaterra (1627) de Pedro Calderón de la Barca⁣. S'estrenà a l'Opéra de Paris el 5 de març de 1883.
L'òpera cobreix el període de la vida d'⁣Enric VIII quan el rei intentava divorciar-se de la reina Caterina d'Aragó per a casar-se amb Anna Bolena, una decisió rebutjada per l'Església. La negativa del Vaticà a anul·lar el matrimoni entre Caterina i Enric VIII va causar el Cisma de l'Església d'Anglaterra.

## Història de la composició

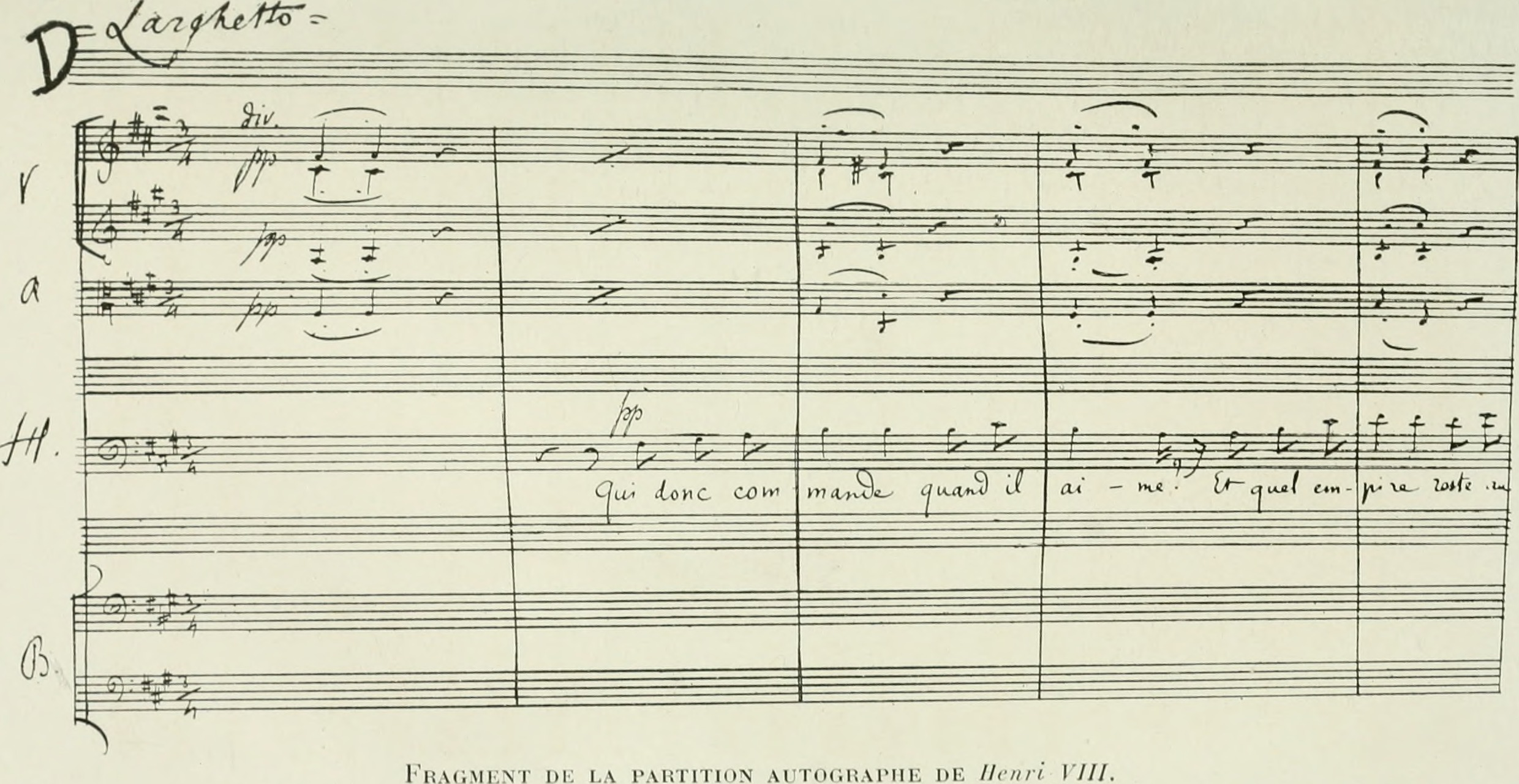
Fragment de la partitura representada a Saint-Saëns (1914) per Lucien Augé de Lassus

En un esforç per evocar el context històric, Saint-Saëns va investigar la música anglesa de l'època i va incorporar diverses melodies populars angleses, escoceses i irlandeses a la seva partitura, així com dos àreies de William Byrd, continguts. a The Will Forster Virginal Book (1624), el "Carman's Whistle" i una secció d'una melodia anomenada "The New Medley". També es va inspirar en el Virginal Book de Benjamin Cosyn (1620), utilitzant l'obertura de la melodia "Mr Beauins Service", juntament amb Te Deum. Enric VIII va morir el 1547, uns 70 anys abans de la publicació d'aquestes composicions.

## Historial de representacions

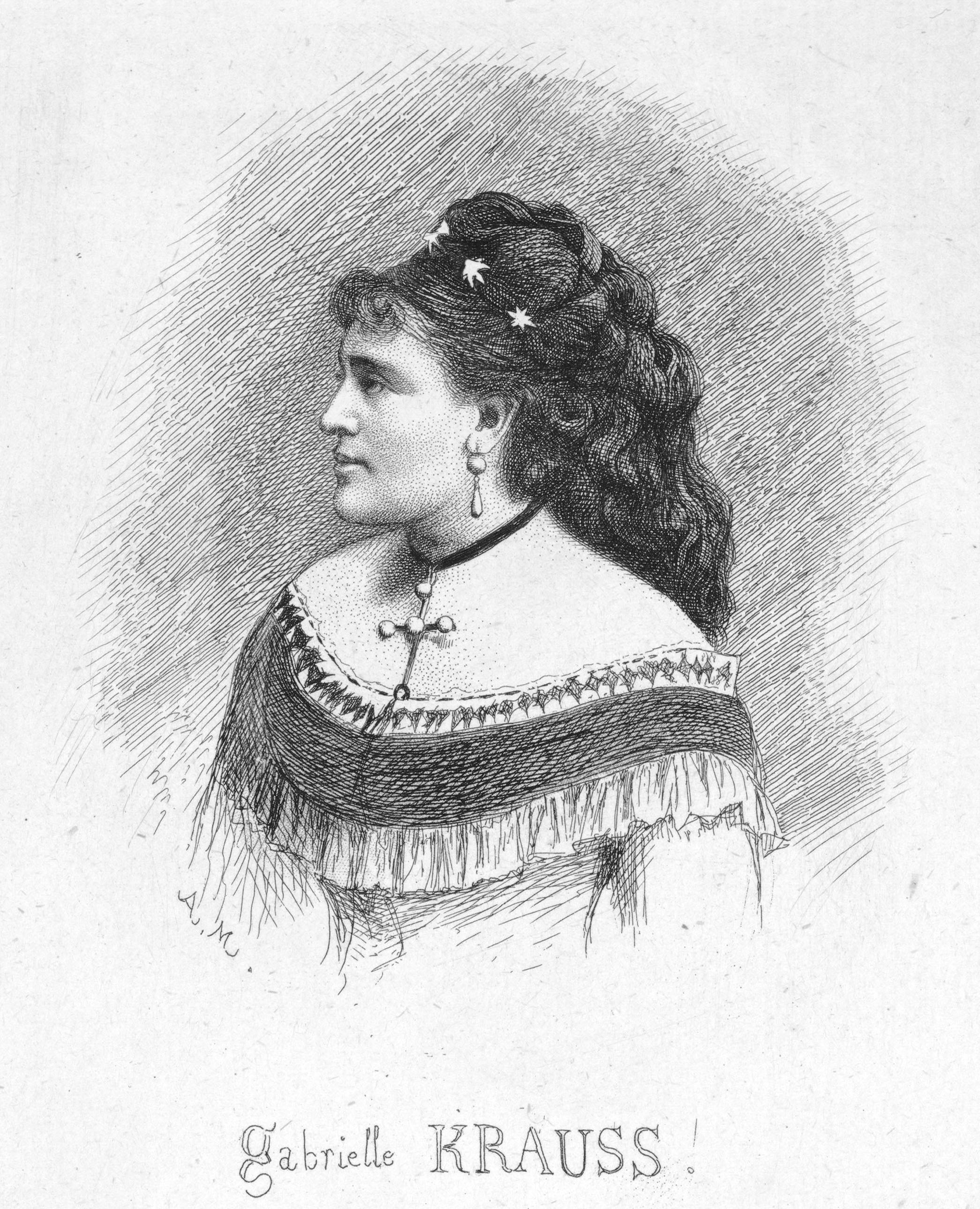
Gabrielle Krauss, creadora del paper de Catherine d'Aragon

Henri VIII va ser estrenada el 5 de març de 1883 per l'⁣Òpera de París al Palais Garnier de París. La coreografia va ser de Louis Mérante, el vestuari va ser dissenyat per Eugène Lacoste, i els escenaris van ser d'Antoine Lavastre i Eugène Carpezat (acte I), Jean-Baptiste Lavastre (acte 2 i acte 4, escena II), i Auguste Alfred Rubé i Philippe Chaperon (acte III, escena 2, i acte IV, escena 1). L'òpera va ser reviscuda en tres actes el 19 de juliol de 1889 amb el ballet organitzat per Joseph Hansen. Una nova producció en la versió original en quatre actes, dirigida per Paul Stuart, es va estrenar el 18 de juny de 1909, amb coreografies de Léo Staats, vestuari de Charles Bianchini i decorats de Carpezat, Marcel Jambon i Alexandre Bailly. Enric VIII va romandre en el repertori de l'Opéra fins al 1919.

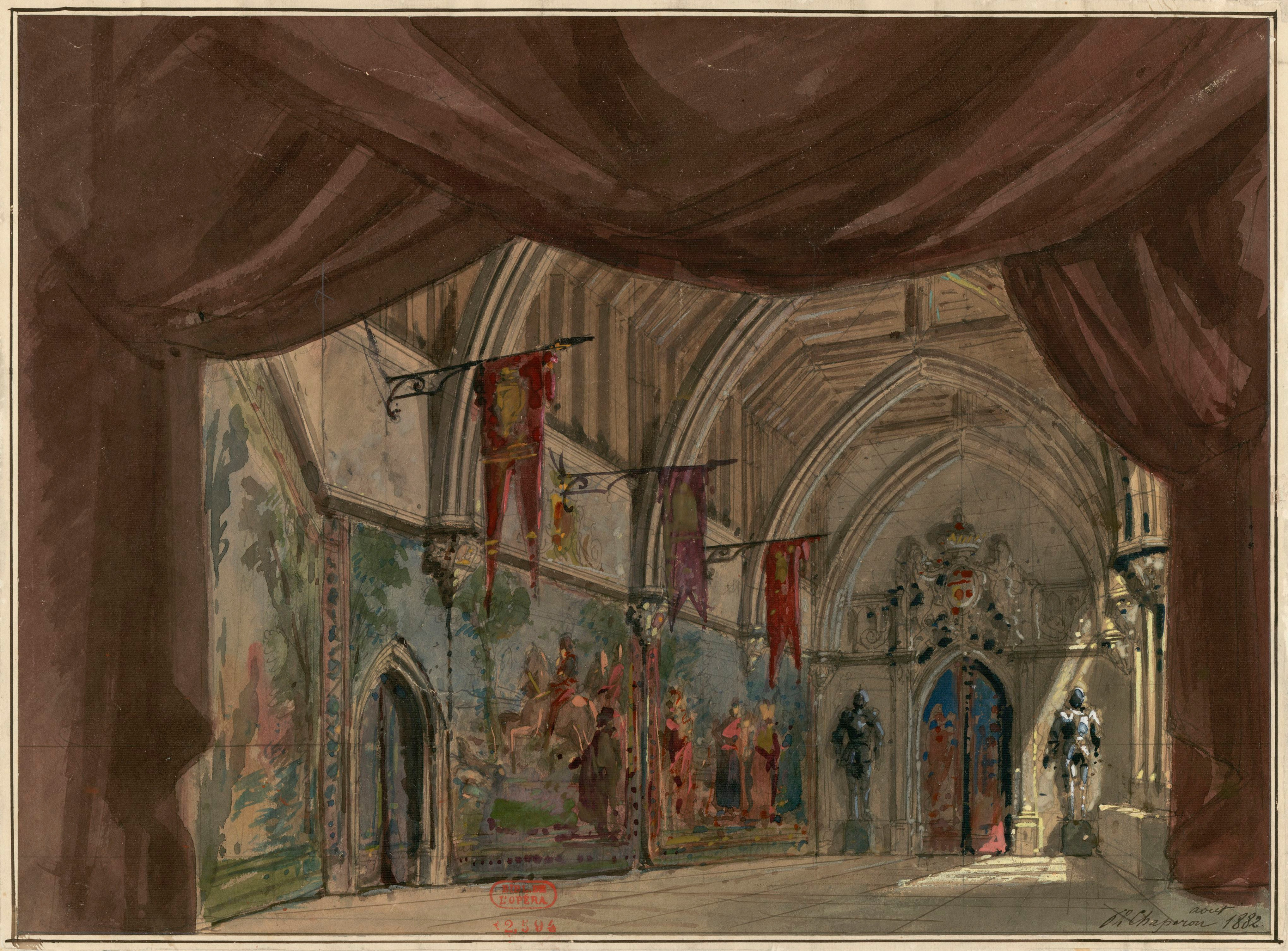
Escenografia acte III de Chaperon

També es va veure a la Royal Opera House de Londres el 1889 amb Maurice Renaud en el paper principal, Lina Pacary com a Catherine d'Aragon i Meyriane Héglon com a Anne Boleyn. Va ser reviscuda el 1991 al Théâtre Impérial de Compiègne en una producció de Pierre Jourdan, amb Philippe Rouillon com a Henri VIII, Michèle Command com a Catherina d'Aragon i Lucile Vignon com a Anne Boleyn. La producció va ser enregistrada en vídeo.
L'estrena als Estats Units va ser presentada per Bel Canto Opera a la ciutat de Nova York el 27 d'abril de 1974 amb Jason Byce, Francesca Lawton-Sherman i Katherine Basler, sota la direcció musical de Susan Peters.
Es va estrenar al Liceu de Barcelona l'any 2002 on va ser presentada per Pierre Jourdan amb Montserrat Caballé, Simon Estes i Nomeda Kazlaus, amb José Collado a la direcció.
Es va oferir un concert al Bard College Music Festival, Annandale-on-Hudson, el 20 d'agost de 2012, amb Ellie Dehn, Jason Howard i Jennifer Holloway. León Bottstein va dirigir. Botstein també va dirigir una interpretació completa de l'obra al festival Bard Summerscape 2023.

## Argument

### Acte I
Londres, 1530, sala al Palau de Westminster. L'ambaixador espanyol, Gómez, reconeix al Duc de Norfolk que està bojament enamorat d'Anne Boleyn, un fet del qual la reina Catherine és conscient. Afegeix que ell té en el seu poder una carta d'Anne en què confessa el seu amor per ell. Norfolk li diu que vagi amb compte perquè el rei Henri està enamorat dels encants d'Anne. Arriben notícies que el rei Henri ha condemnat el Duc de Buckingham a morir. Quan el rei entra, tots excepte Gómez, Norfolk, i Surrey abandonen la sala. Henri parla de la nova dama d'honor, Anne Boleyn, amb la gran consternació de Gómez. Hi ha un canvi d'escena. Henri conversa amb Surrey sobre la manca de voluntat del Papa a concedir-li el divorci. Es convoca a Catherine, que s'atreveix a intercedir per Buckingham. El rei s'hi nega; ella el reprèn per la seva falta de consideració cap a ella mateixa, amb la qual cosa ell respon que la seva unió matrimonial ha anat malament des del principi. Quan Anne Boleyn es presenta, el rei es desfà en atencions cap a ella i la fa marquesa de Pembroke. Des de fora venen els sons de la marxa fúnebre de Buckingham, que acaba de ser executat. Anne diu que això és un presagi funest.

### Acte II
Al parc de Richmond, apareix Gómez, seguit d'Anne acompanyada d'una sèrie de dames. Ella expressa el seu amor per Gómez. Però el rei la persuadeix a ella i al seu seguici. Anne li contesta que es casarà amb ell si vol que sigui la seva reina. El rei li ho promet. La reina Catherine reprova fermament a Anne per la seva ambició sense límits. Un missatger reial arriba a correcuita de Roma i porta males notícies. No obstant això, Henri posposa la recepció del seu missatge fins a l'endemà i ordena als presents gaudir del moment amb balls i banquets.

### Acte III
Henri coneix el llegat de Roma, que defensa la sobirania espiritual del Papa, que està enfadat amb Henri per l'atrevit desafiament. Anne Boleyn entra i a Henri se li nota de forma molt palpable la seva gelosia. Després de parlar sobre el legat papal, Henri amenaça de fer una crida directa als seus súbdits i en anunciar-se a si mateix com a cap de l'Església a Anglaterra, i es casa amb Anne.

### Acte IV
En els apartaments de la nova reina, Norfolk i Surrey estan discutint les sospites que el rei té d'ella. Gómez li porta una carta singular al rei de l'antiga reina, Catherine, que encara està en possessió de la carta de compromís d'Anne. Henri fa estralls i ordena a Anne d'allunyar-se de la seva presència i a Gómez de sortir d'Anglaterra. En un canvi d'escena, Catherine, que s'està morint, amb les seves últimes forces llança la carta d'amor d'Anne al foc. El regnat sagnant d'Henri VIII ha començat.

## Enregistraments
| Any  | Elenc: Henri III, Catherine d'Aragon, Anne Boleyn, Don Gomez de Feria | Director, Teatre d'òpera i orquestra                                            | Segell                                                          |
| ---- | --------------------------------------------------------------------- | ------------------------------------------------------------------------------- | --------------------------------------------------------------- |
| 1983 | Sherrill Milnes, Cristina Deutekom, Brenda Boozer, Jacques Trussel    | Antonio Tauriello, San Diego Opera                                              | Disc vinil: Legendary Recordings Cat: LR 197-S                  |
| 1991 | Philippe Rouillon, Michèle Command, Lucile Vignon, Andrée Gabriel     | Alain Guingal, Orchestre Lyrique Français, Choeurs de Théâtre des Arts de Rouen | CD: Le Chant Du Monde. 1991 (també en DVD, Kultur Films)        |
| 2002 | Simon Estes, Montserrat Caballé, Nomeda Kazlaus, Charles Workman      | José M. Collado, Gran Teatre del Liceu                                          | CD: Premiere Opera. 1991 Cat:CDNO 240-3 També en DVD (DVD 5191) |
| 2012 | Jason Howard, Ellie Dehn, Jennifer Holloway, John Tessier             | Leon Botstein, American Symphony Orchestra, Bard Festival Chorale               | CD: American Symphony Orchestra                                 |